# Torre de telegrafia òptica d'Hortoneda
La Torre de telegrafia òptica d'Hortoneda és una obra de Clariana de Cardener (Solsonès) inclosa a l'Inventari del Patrimoni Arquitectònic de Catalunya. Està a prop del mas la Guàrdia.

## Descripció
La torre de telegrafia òptica d'Hortoneda està situada prop del veïnat de Santa Susana i la masia de la Guàrdia, al nord-oest del nucli de Clariana de Cardener. Està emboscada i es conserven els quatre panys de paret. La planta quadrada segueix la tipologia clàssica d'aquests tipus de construccions militats. Destaca el cos defensiu adossat a l'extrem sud, element que també trobem en d'altres torres de nova planta d'aquesta línia com per exemple la torre d'en Brunet de Sant Salvador de Guardiola. En alçat està composta per planta baixa lleugerament atalussada amb quatre espitlleres a cada cara, primer pis amb porta d'accés elevada amb espitlleres i terrat també espitllerat. Aquestes seccions estan diferenciades per un perfil de maó sobreeixit. Està construïda amb parament de maçoneria de pedra rústica de pedra arrebossat reforçat als extrems per grans carreus ben escairats. Destaquen els marcs de maons de la porta i finestres del primer pis.
Aquesta torre de telègraf formava part de la línia Barcelona-Manresa-Solsona. Situada a 600 m d'alçada comunicava amb la torre anterior de Cardona a 8,8 km. La torre posterior, i la darrera de la línia, era la torre de Castellvell de Solsona a 8,5 km de distància direcció nord-oest.

## Història
La torre de telegrafia òptica d'Hortoneda, també anomenada Torre de la Guàrdia, va ser construïda a mitjans del segle xix, i formava part de la línia militar de Barcelona-Manresa-Solsona.
La telegrafia òptica és un sistema que es basa en una sèrie de senyals realitzats en un punt alt, com pot ser una torre o un campanar, per un operari i que un altre operari veu des d'un altre punt, comunicat visualment, i el repeteix; d'aquesta manera un missatge es pot transmetre ràpidament des d'un punt a l'altre de la línia. Hi havia diverses maneres de realitzar les senyals, com un alt pal de fusta amb dos travessers als extrems que, accionats per politges, podien canviar de posició; cada posició era una lletra o clau que gràcies a un llibre de claus es podia desxifrar. Els operaris o torrers, disposaven d'unes ulleres de llarga vista que van permetre que la distància entre els diferents punts fos més gran que si no disposessin d'elles.
Mentre que a països com França o Anglaterra ja s'havien construït línies de telegrafia òptica a finals del segle xviii, a Espanya no s'inicia la construcció fins al 1844, moment que en alguns països ja s'havia començat a utilitzar la telegrafia elèctrica. La creació d'una línia implicava la instal·lació dels sistemes de comunicació en punts alts ja existents o la construcció de torres en els llocs on la distància era massa gran.
A Catalunya, la primera línia procedia de València i arribava a la Jonquera passant per Barcelona. Durant la Guerra dels Matiners (1846-1849), el marquès del Duero, capità general de Catalunya, va encarregar el desenvolupament d'una important xarxa de telegrafia òptica fixa militar. Es van crear 6 línies, entre elles la de Manresa - Vic - Girona.
Al 1853 es construeix la primera línia de telegrafia elèctrica entre Madrid i Irun, aquest fet marcarà l'inici de l'abandonament de la telegrafia òptica i el desús de les torres construïdes per aquest fi. Al 1857 es produeix el desmantellament i abandonament de les torres de telegrafia civil, i, al 1862, s'oficialitza l'abandonament de les torres militars. D'aquesta manera es posa fi a la curta història de la telegrafia òptica a Catalunya però que va deixar com a testimoni les torres de telègraf.